# Contea di Stephens (Texas)
La contea di Stephens in inglese Stephens County è una contea dello Stato del Texas, negli Stati Uniti. La popolazione al censimento del 2010 era di 9 630 abitanti. Il capoluogo di contea è Breckenridge. La contea è stata creata nel 1858 ed organizzata nel 1876. Originariamente la contea prendeva il nome di Buchanan County.

## Geografia
| Anno | Popolazione | ±%       |
| ---- | ----------- | -------- |
| 1860 | 230         | Note:    |
| 1870 | 330         | 43.5%    |
| 1880 | 4,725       | 1,331.8% |
| 1890 | 4,926       | 4.3%     |
| 1900 | 6,466       | 31.3%    |
| 1910 | 7,980       | 23.4%    |
| 1920 | 15,403      | 93.0%    |
| 1930 | 16,560      | 7.5%     |
| 1940 | 12,356      | −25.4%   |
| 1950 | 10,597      | −14.2%   |
| 1960 | 8,885       | −16.2%   |
| 1970 | 8,414       | −5.3%    |
| 1980 | 9,926       | 18.0%    |
| 1990 | 9,010       | −9.2%    |
| 2000 | 9,674       | 7.4%     |
| 2010 | 9,630       | −0.5%    |

Secondo l'Ufficio del censimento degli Stati Uniti d'America la contea ha un'area totale di 921 miglia quadrate (2390 km²), di cui 897 miglia quadrate (2320 km²) sono terra, mentre 25 miglia quadrate (65 km², corrispondenti al 2,7% del territorio) sono costituiti dall'acqua.

### Strade principali
- U.S. Highway 180
- U.S. Highway 183
- State Highway 67

### Contee adiacenti
- Young County (nord)
- Palo Pinto County (est)
- Eastland County (sud)
- Shackelford County (ovest)
- Throckmorton County (nord-ovest)